# Локинг, Ана
Ана Гонсалес Родригес (исп. Ana González Rodríguez, родилась 26 августа 1970 года), более известная как Ана Локинг (Ana Locking), испанский модельер. Она родилась в Толедо, получила образование в Мадриде.

## Карьера
В 1997 году Ана Гонсалес вместе с Оскаром Бенито основала бренд готовой одежды Locking Shocking, утверждая, что поддерживает «прочные связи с другими художественными дисциплинами». Команда получила награды: в 2003 году — Premio L’Oreal молодого дизайнера, а в 2004 году — Gran Prix de la moda от испанской Marie Claire. Их партнёрство длилось до 2007 года, когда лейбл исчез по решению их делового партнера Humana Cultura y Comunicación.
В 2008 году она запустила новый бренд готовой одежды Ana Locking, который также получил признание: в 2008 году Premio L’Oreal и в 2009 году Premio Mujer Fun Fearless Female от испанского Cosmopolitan.
В 2021 году Ана Локинг была постоянным членом судейской коллегии Drag Race España.

## Личная жизнь
В 2020 году Локинг диагностировали рак груди, через несколько дней ей сделали операцию и начали лучевую терапию. В июле 2020 года было подтверждено, что она вылечилась.